# Viola mandshurica
Viola mandshurica är en violväxtart som beskrevs av Wilhelm Becker. Viola mandshurica ingår i släktet violer, och familjen violväxter.

## Underarter
Arten delas in i följande underarter:
- V. m. ikedaeana
- V. m. triangularis

## Bildgalleri

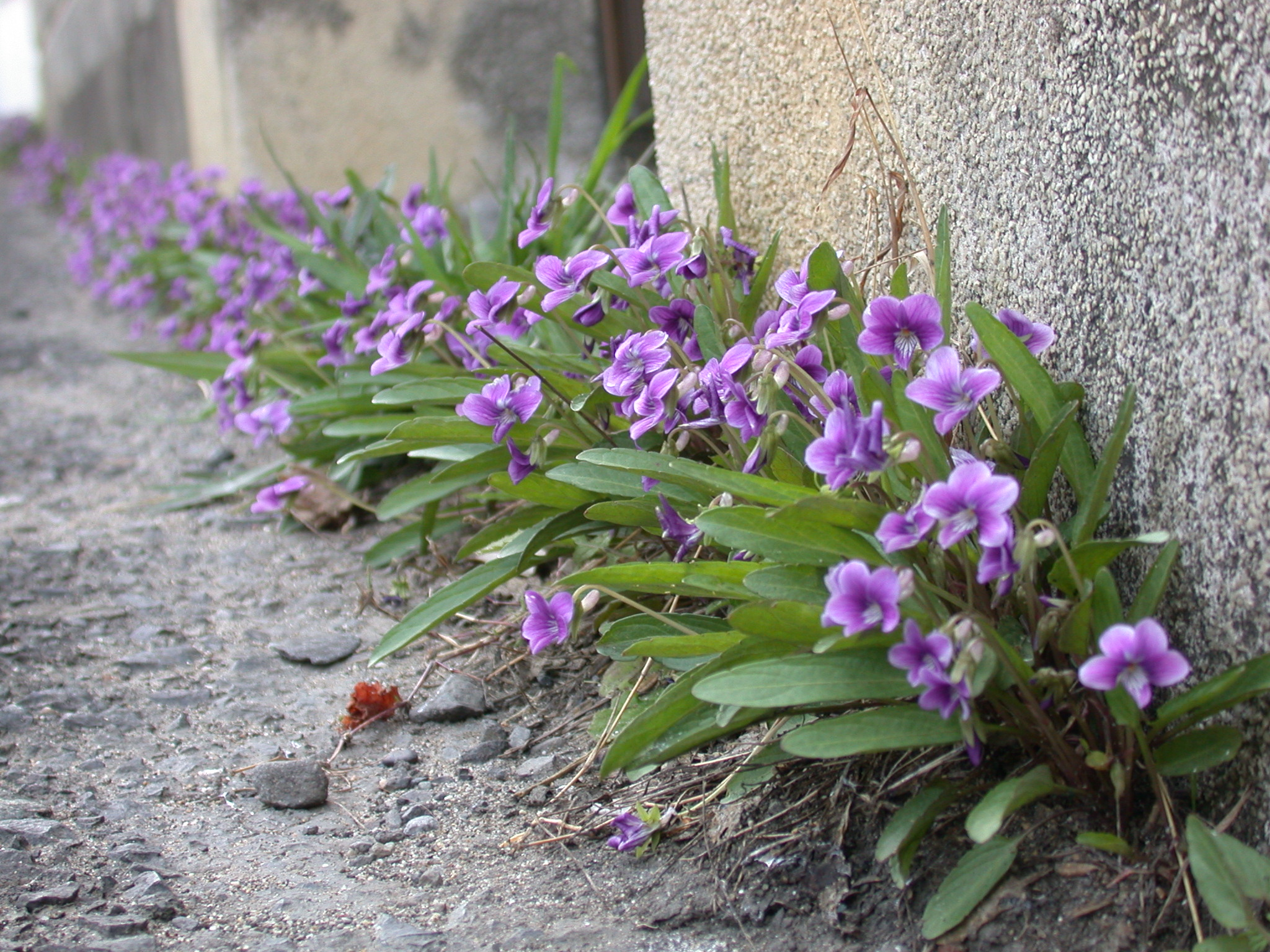